# Upplands runinskrifter 821
Upplands runinskrifter 821 är en vikingatida runsten av mörk granit i Mysinge, Kulla socken och Enköpings kommun. Runstenen är 2 meter hög och 1,4 meter bred. Runhöjden är 7-8 centimeter. Stenen är ristad av en mycket skicklig runristare. Ristningen är inte signerad men har attribuerats till Torgöt Fotsarve. Den liknar också Åsmund Kåressons ristningar.

## Inskriften
Translitterering av runraden:
+ istryr ÷ lit ÷ raisa ' stain ' þina ' iftiʀ ' hiþinfast ' fa-(u)r sin ' auk ' auþa ' iftiʀ ÷ buanta ' sin ' ak ' iftiʀ + auþkerþi ' tutur sina ×
Normalisering till runsvenska:
Æstriðr/Æstrøðr let ræisa stæin þenna æftiʀ Heðinfast, fa[ð]ur sinn, ok Auða æftiʀ boanda sinn ok æftiʀ Auðgærði, dottur sina.
Översättning till nusvenska:
Estrid (?) lät resa denna sten efter Hedenfast, sin fader, och Öda efter sin man och efter Ödgärd, sin dotter.
Ödgärd är ett ovanligt kvinnonamn och omnämns enbart på en annan svensk runsten, U 839. Stenarna ligger relativt nära varandra geografiskt och det faktumet samt namnets ovanlighet gör att det är möjligt att det är samma kvinna som avses.